# コンピラ山古墳
コンピラ山古墳（こんぴらやまこふん）は、奈良県大和高田市築山にある古墳。形状は円墳。馬見古墳群（南群のうち築山古墳群）を構成する古墳の1つ。史跡指定はされていない。

## 概要

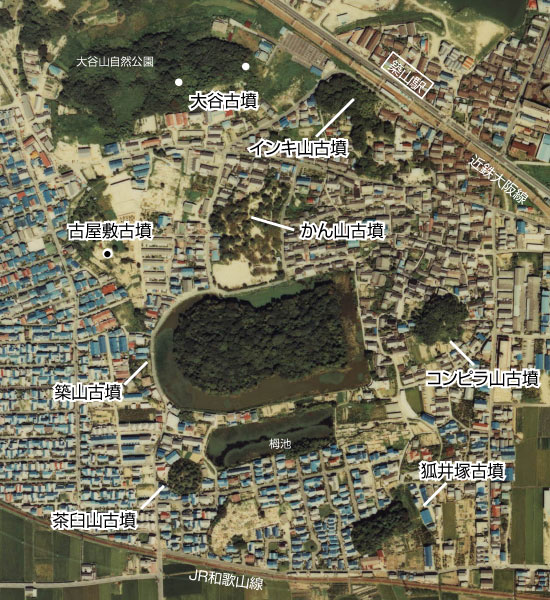
築山古墳群。

奈良盆地西部、馬見丘陵南端において築山古墳（磐園陵墓参考地）の東側に築造された大型円墳である（かつては築山古墳の陪塚と想定された）。現在までに墳丘裾部が削平を受けているほか、近年に範囲確認の発掘調査が実施されている。
墳形は円形で、直径95メートル・高さ12.7メートルを測り（発掘調査以前は直径55メートルとされた）、奈良県内の円墳としては富雄丸山古墳（奈良市、直径109メートル）に次ぐ規模になる。墳丘は2段築成。墳丘表面ではテラス部・墳頂部で円筒埴輪列が検出されているほか、墳頂部からは盾形・家形埴輪が、墳丘斜面からは蓋形埴輪が出土している。特に円筒埴輪のうち2本の中からはミニチュア土器が出土した点で注目される（類例は乙女山古墳・渋谷向山古墳などで知られる）。また墳丘周囲には周濠が巡らされる。埋葬施設は明らかでなく、副葬品も詳らかでない。
このコンピラ山古墳は、古墳時代中期前半の5世紀前半頃の築造と推定される。馬見古墳群では、巣山古墳・乙女山古墳、新木山古墳・三吉石塚古墳、倉塚古墳・三吉古墳、築山古墳・コンピラ山古墳のように大型前方後円墳と帆立貝形古墳（または大型円墳）が近接するという特徴が認められており、ヒメヒコ制との関連性を指摘する説が挙げられている。

## 関連文献
（記事執筆に使用していない関連文献）
- 奈良県立橿原考古学研究所 編『コンピラ山古墳 第1次発掘調査概報』大和高田市教育委員会、1991年。
- 奈良県立橿原考古学研究所 編『コンピラ山古墳 第2次発掘調査概報』大和高田市教育委員会、1992年。
- 奈良県立橿原考古学研究所 編『コンピラ山古墳 第3次発掘調査報告書』大和高田市教育委員会、1993年。
- 奈良県立橿原考古学研究所 編『コンピラ山古墳 第4次発掘調査報告書』大和高田市教育委員会、1995年。